# 无穗柄薹草
无穗柄薹草（学名：Carex ivanoviae）为莎草科薹草属的植物，是中国的特有植物。分布于中国大陆的西藏、青海等地，生长于海拔4,000米至5,300米的地区，常生长在河边、山坡草地以及湖边草地，目前尚未由人工引种栽培。